# Школа № 179 (Москва)
Школа № 179 — государственная школа Москвы, расположенная в самом центре города (ближайшая к Красной площади). C 1970-х годов школа № 179 известна своими математическими классами. Школа занимает лидирующие позиции среди школ Москвы по уровню образовательных результатов, постоянно входя в первую двадцатку в официальном рейтинге школ г. Москвы, например, по итогам 2012—2013, 2013—2014, 2016—2017 учебного года школа занимала третье место. Школа заняла шестое место в олимпиадном рейтинге школ России, по данным Российского Союза ректоров. В 2017 году школа заняла третье место в Топ-500 школ России, опубликованном Министерством образования и науки РФ.

## История школы
Школа расположена на месте бывшего Георгиевского монастыря, между Тверской улицей и Большой Дмитровкой, Георгиевским и Камергерским переулками. Здание школы было построено после Великой Отечественной войны по типовому проекту Л. А. Степановой 1949 года, но в отличие от других школ данного проекта, здание имеет полукруглый, а не прямоугольный портик. В 1950 году в здании была открыта женская средняя школа. Первый выпуск в школе состоялся в 1953 году.
В начале 1970-х годов усилиями Николая Николаевича Константинова в школе создаются математические классы, первый выпуск которых состоялся в 1973 году. Директором школы в те годы работала Екатерина Харлампиевна Дмитриева. С тех пор и до начала 1980-х годов школа была известна как одна из наиболее сильных математических школ г. Москвы. Отличительной особенностью математических классов школы № 179 всегда был сильный уровень физического образования, во многом благодаря Владимиру Владимировичу Бронфману (1925—2009). Много сил в развитие математических классов вложили также Сергей Григорьевич Роман (1950—1999) и Михаил Александрович Хмельницкий.
В начале 1980-х годов после смены администрации школы и ухода из школы ведущих учителей, математическое направление школы было упразднено, но затем в школе появляются новые направления работы, например, в сотрудничестве с факультетом журналистики МГУ создаются классы журналистики, вместе с Российской академией правосудия — юридические классы, вместе с ВГИК — классы кинематографии.

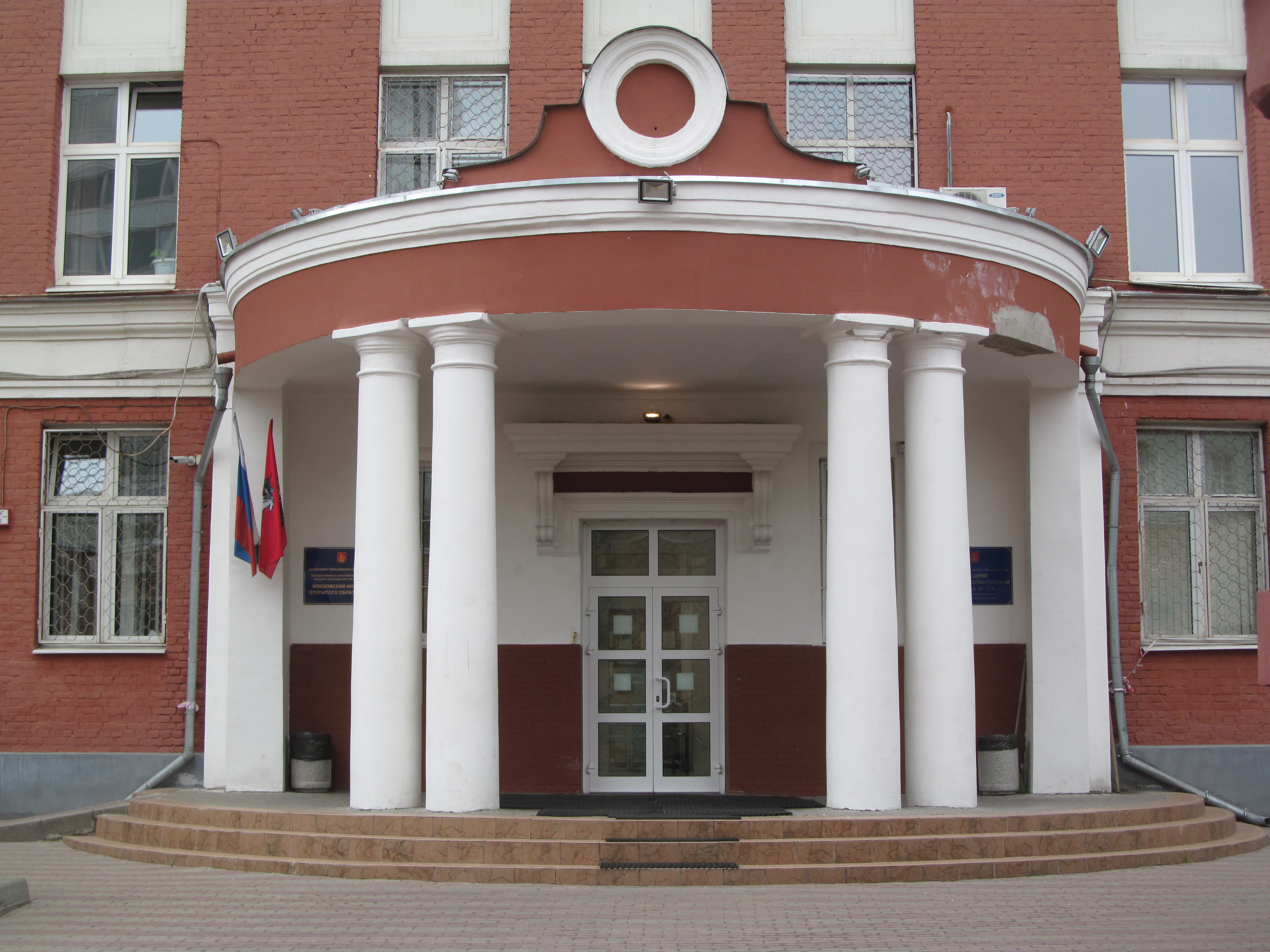
Портик здания школы

С 2001 года по инициативе ректора Московского института открытого образования (МИОО) А. Л. Семенова решением Правительства Москвы школа № 179 была введена в состав МИОО. В этом же году Н. Н. Константинов набирает новый математический класс, с чего начинается возрождение математических классов в школе, школа вновь становится одной из наиболее сильных математических школ в Москве. Чуть позднее в школу переходит педагогический коллектив, возглавляемый О. И. Гриценко и открывается работающий по оригинальной пакетно-игровой методике изобретательский профиль, в старших классах трансформирующийся в аналитический профиль. Директором школы в 2001 году был Сергей Борисович Романов, затем его сменила Тамара Ильинична Беленькая. В 2005 году директором школы была назначена Татьяна Геннадьевна Ваулина, вместе с которой в школе появился издательский профиль. Впоследствии в школе открылся историко-филологический профиль и «профиль самоопределения».
В 2011 году директором школы был назначен П. А. Якушкин, а коллектив учителей историко-филологического профиля и профиля самоопределения переехал в отдельное здание в Орлово-Давыдовском переулке, где в течение двух лет существовал независимо от основного подразделения школы на Большой Дмитровке. Тогда же в здание на Большой Дмитровке частично переехал из школы № 520 один из старейших биологических классов Москвы. В 2013 году коллектив учителей историко-филологического профиля и профиля самоопределения покинул здание школы № 179 в Орлово-Давыдовском переулке и переехал в школу № 261. Отделение школы в Орлово-Давыдовском переулке окончательно закрылось весной 2014 года.
С декабря 2017 года школа выведена из состава МИОО и продолжает работу в форме самостоятельного государственного бюджетного общеобразовательного учреждения.

## Образовательный процесс
В нынешнее время школа является профильной школой старшеклассников. Школа осуществляет набор учащихся с 7 по 9 класс в зависимости от профиля обучения. Преподавание ведётся по ряду профилей, включая математический, аналитический и биологический. Также в школе существует экспериментальное естественно-научное направление (изобретательские классы), работающее со школьниками начиная с 7 по 9 класс по авторской пакетно-игровой методике. Классы, с которых начинается обучение в школе и осуществляется набор учащихся:
- Математический профиль: 7, 8, 9 (в зависимости от года набор в некоторые из классов, например, в 7 класс, может отсутствовать).
- Инженерно-математический профиль: 7.
- Биологический профиль: 9 (в любой момент в школе только 2 биологических класса, то есть раз в три года набор в биологический класс не проводится. Например, в 2015 году новый 9 биологический класс не набирался).

Школа неоднократно входила в рейтинги лучших учебных заведений Москвы, составляемых средствами массовой информации, органами государственной власти и иными учреждениями. В частности, в 2011 году она заняла шестое место в официальном рейтинге городских школ, возглавила список «самых модных школ Москвы» газеты «Аргументы и факты» в категории «Школы при вузах», школа ежегодно (с момента учреждения в 2011 году) получает грант мэра Москвы первой степени.
Учащиеся школы регулярно занимают призовые места на городских и всероссийских олимпиадах школьников по математике, физике, информатике, например, в 2016—2017 учебном году на заключительном этапе всероссийской олимпиады школьников учащиеся школы получили 10 дипломов победителей и 32 диплома призёра (по математике, информатике, физике, астрономии, русскому языку, экономике, английскому языку, химии и технологии), что является наилучшим результатом среди всех школ Москвы. При этом на заключительном этапе олимпиады по русскому языку учащиеся школы добились уникального успеха — 6 дипломов победителей и 3 диплома призёра, несмотря на отсутствие в школе специального филологического профиля. Выпускники школы учатся на различных факультетах МГУ им. М. В. Ломоносова, МФТИ, ГУ ВШЭ и в других высших учебных заведениях г. Москвы.
В 2010 году созданный в школе астрономический сайт для детей был признан лучшим в России по данной тематике и получил диплом Всероссийского конкурса сайтов для детей и молодёжи «Позитивный контент».

## Интересные факты
- Во дворе школы до сих пор регулярно находят предметы, относящиеся к XV—XVIII векам.
- В школе учились дочери Александра Вертинского Марианна и Анастасия, которые жили поблизости. Сам он давал в школе благотворительные концерты[15].
- Съёмки крыльца «Школы самбо» в фильме «Путь» проходили в 179 школе[16].
- В 2018 году выпускник школы Руслан Салимгареев набрал 400 баллов по предметам Единого государственного экзамена (ЕГЭ) второй раз в истории России.[17]